# John Gorrie

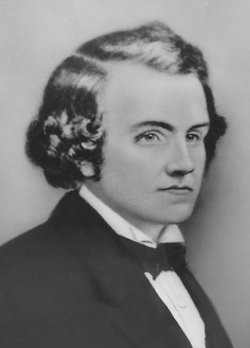
John Gorrie

John Gorrie (isla de Nevis, 3 de octubre de 1803 - Apalachicola, Florida, 29 de junio de 1855) fue un médico estadounidense de origen antillano, también científico e inventor, recordado por haber ideado el enfriamiento mecánico.

## Infancia
Nació en la isla de Nevis, en las Islas de Sotavento, de India Occidental, de padres escoceses el 3 de octubre de 1803, pasó su infancia en Carolina del Sur. Recibió su educación médica en la Universidad de Médicos y Cirujanos del Distrito Occidental de Nueva York en Fairfield, Nueva York.
En 1833, se mudó a Apalachicola, Florida, una ciudad portuaria en la costa del golfo de México. También empezó de residente médico en dos hospitales, y Gorrie participaba en actividades de la comunidad. En varios ocasiones se desempeñó como miembro de consejo, y ya posgrado, fue presidente del banco de Pensacola Apalachicola Branch, secretario del Masonic Lodge, y uno de los fundadores de la Iglesia Episcopal de la Trinidad.
La investigación médica de John Gorrie se centró en el estudio de enfermedades tropicales. En ese momento la teoría de que el aire malo (Teoría miasmática de la enfermedad) era el causante de las enfermedades era una de las hipótesis predominante y, basándose en ella, instó al drenado los pantanos y abogó por el enfriamiento de las salas de enfermos. Para esto enfrió habitaciones con hielo depositado en un cuenco suspendida del techo. El aire fresco, al ser más pesado, fluía hacia abajo a través del paciente y mediante una abertura se conducía hacia el piso.

## Experimentos con enfriamiento artificial

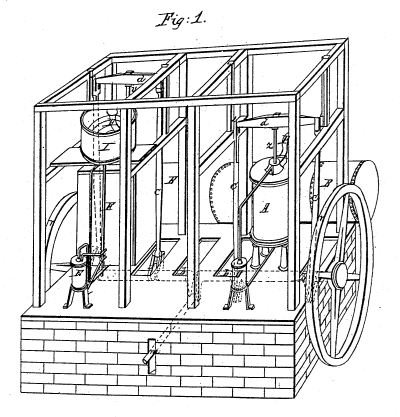
Esquema de la máquina de hielo de Gorrie.

Como para disponer de hielo era necesario transportarla en barco desde los lagos del norte, Gorrie experimentó en la fabricación de hielo artificial.
Después de 1845, dejó sus prácticas médicas para centrarse en los productos de refrigeración. El 6 de mayo de 1851, Gorrie obtuvo la patente n.º 8080 para una máquina para hacer hielo. El modelo original de esa máquina y los artículos científicos que escribió se encuentran en el Instituto Smithsoniano. En 1835, patentes para «Aparatos y medios para producir hielo y enfriar los fluidos» habían sido concedidos en Inglaterra y Escocia para el inventor estadounidense Jacob Perkins, quién se hacía llamar «el padre del refrigerador». Empobrecido, Gorrie buscó la manera de obtener dinero para fabricar su máquina, pero la aventura falló cuándo su socio murió. Humillado por la crítica, financieramente arruinado, y con su salud desgastada, Gorrie murió solo el 29 de junio de 1855. Está enterrado en el cementerio de Magnolia.: 195 
Otra versión del sistema de enfriamiento de Gorrie fue utilizada cuándo el presidente James A. Garfield agonizaba en 1881. Los ingenieros navales construyeron una caja llena de ropa que había sido empapada en agua con hielo derretido. Luego soplando el aire caliente a través de la ropa, se lograba disminuir la temperatura del cuarto unos 20 grados Fahrenheit. El problema con este método era esencialmente el mismo problema que había enfrentado Gorrie. Se requería una cantidad enorme de hielo para mantener el cuarto enfriado continuamente. Aun así fue un acontecimiento importante en la historia del aire acondicionado. Esto demostró que Gorrie había tenido la idea correcta, pero fue incapaz de capitalizarla. El primer sistema de refrigeración práctico apareció en 1854, patentado en 1855, y fue construido por James Harrison en Geelong, Australia.

## Monumentos y memorias

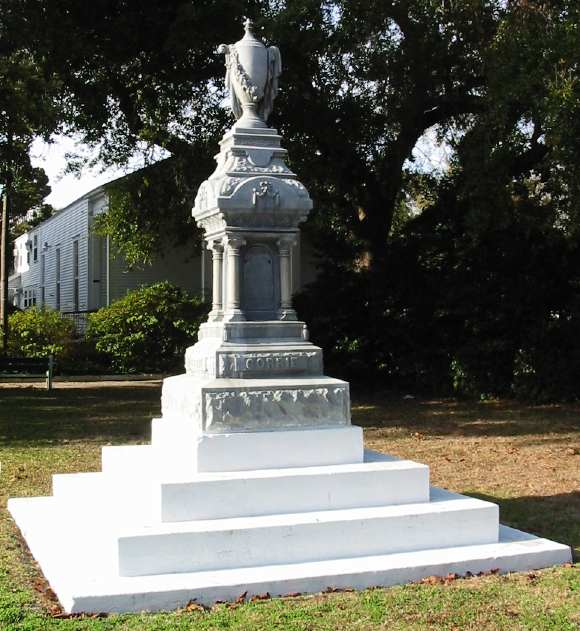
Monumento de Gorrie en Apalachicola, Florida.

- En Apalachicola, hay una plaza Gorrie nombrada en su honor. La plaza tiene un monumento con el sitio de su tumba grabado, con el Museo Estatal John Gorrie y la Biblioteca Municipal de Apalachicola.
- El puente John Gorrie que cruza en el puerto la bahía Apalachicola, conectando la ciudad de Apalachicola con Eastpoint.
- En 1914, el estado de Florida donó una estatua de Gorrie realizada por el escultor C. Adrian Pillars al Salón Nacional de las Estatuas.
- Dos centros educativos honran su memoria: la preparatoria John Gorrie, ahora un apartamento, en Jacksonville y la primaria John Gorrie, en Tampa.
- El parque para perros John Gorrie en Riverside Park en Jacksonville (Florida), fue inaugurado en el verano del 2016.
- El SS John Gorrie, un barco de la Clase Liberty, fue nombrado en su honor.
- El premio John Gorrie se otorga cada año a un graduado de la Universidad de Florida de Medicina por ser «El mejor de los estudiantes demostrando la promesa de ser practicante de un alto nivel».